# Suppedaneum

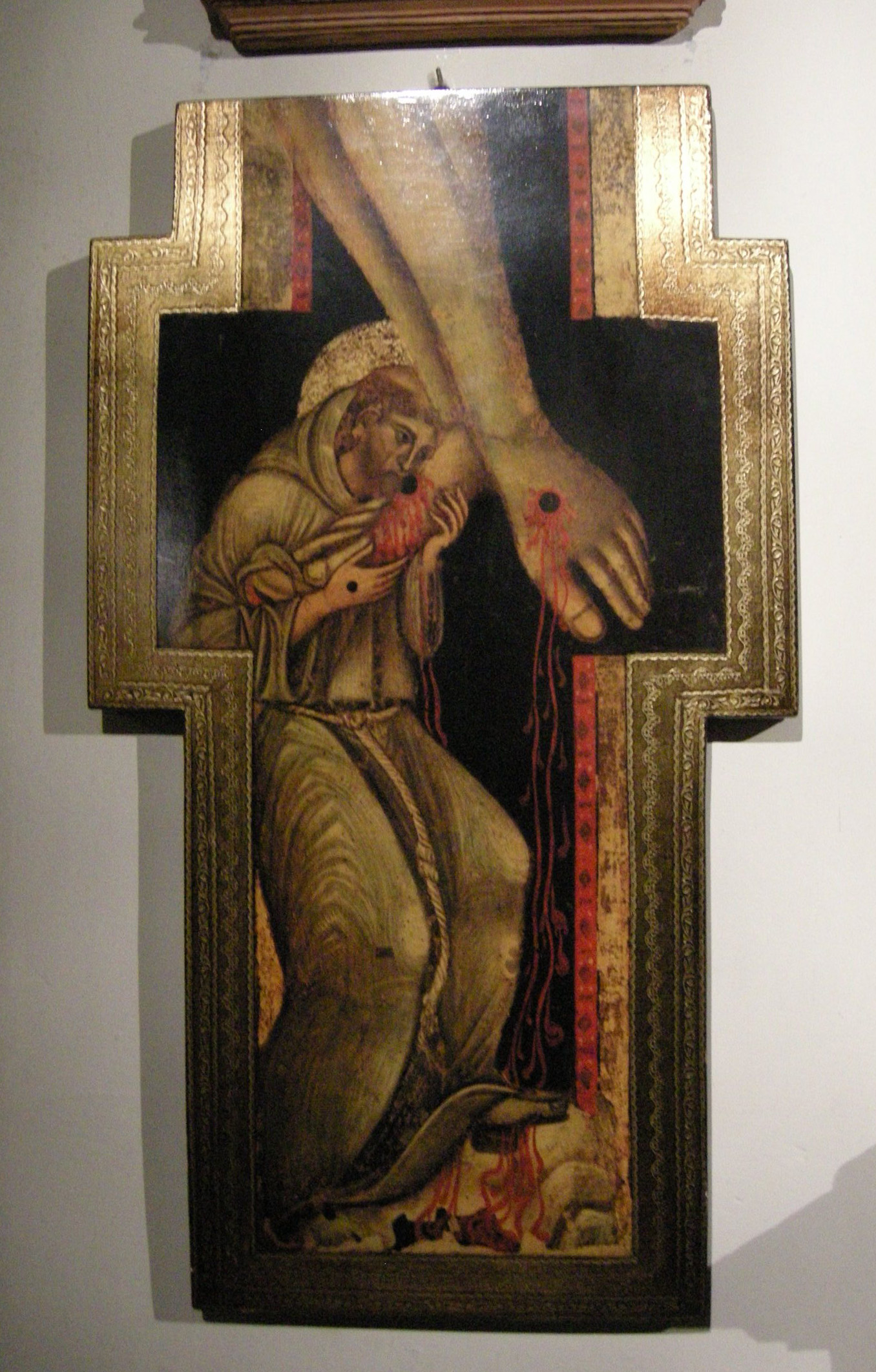
Suppedaneum z nieistniejącego krucyfiksu ze Św. Franciszkiem całującym stopy Chrystusa, Kościół św. Błażeja w Petriolo, Florencja

Suppedaneum – łaciński termin oznaczający płaską podporę pod stopami ukrzyżowanego Jezusa.

## Sztuka
W malowanych i posiadających obramowanie zabytkowych krucyfiksach, przede wszystkim pochodzenia bizantyjskiego, suppedaneum ozdobione było symbolicznym przedstawieniem Golgoty z grobem prarodzica Adama i jego czaszką. W tradycji wschodniej drewno użyte do wytworzenia Chrystusowego krzyża pochodziło z Drzewa życia, które wyrosło z głowy zmarłego Adama. Krew Chrystusa spływająca na kości prarodzica, pochowanego pod Kalwarią, obmyła całą ludzkość z grzechu i winy zaciągniętej przez pierwszych ludzi: grzechu pierworodnego.